# Hédi Annabi
Hédi Annabi (Túnez, 4 de septiembre de 1943 - Puerto Príncipe, 12 de enero de 2010) fue un diplomático tunecino. Fue víctima del terremoto de Haití de 2010.

## Biografía
Annabi nació en septiembre de 1943. Fue a la Universidad de Túnez y al Instituto de Estudios Políticos de París. Se unió a las Naciones Unidas en febrero de 1981.
Sirvió como principal oficial en la Oficina Especial Representativa de Secretarios de Ayuda Humanitaria en Camboya. Falleció en el terremoto de Haití de 2010 en el Hotel Christopher (actualmente destruido) por el colapso de una pared. El cuerpo fue encontrado el 16 de enero. El secretario general de las Naciones Unidas, Ban Ki-Moon describió el suceso como un tema profundamente doloroso.